# Curtis Bobb
Curtis Jermaine Bobb (* 4. Juli 1978 in Kansas City, Missouri) ist ein ehemaliger US-amerikanischer Basketballspieler.

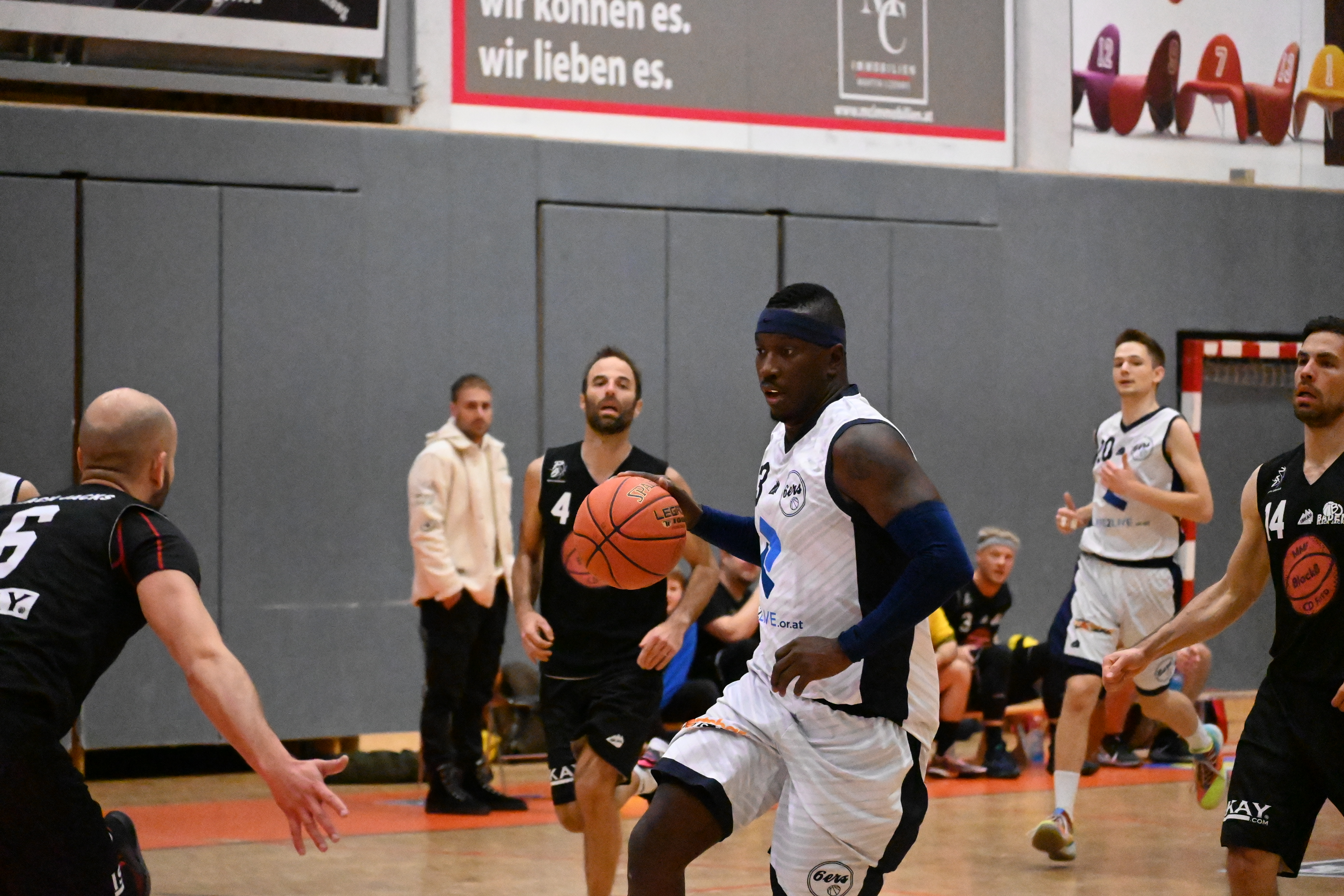
Curtis Bobb bei den BK 6ers Klosterneuburg

## Laufbahn
Bobb spielte in seinem Heimatland an der Hinkley High School in Aurora im US-Bundesstaat Colorado sowie anschließend am College of Southern Idaho und von 1999 bis 2001 an der Utah State University. Dort studierte er im Hauptfach Strafrechtspflege. In der Saison 2000/01 schloss er seine Hochschulzeit mit 10,4 Punkten sowie 5,1 Rebounds pro Begegnung ab.
Der 1,96 Meter große Flügelspieler begann seine Laufbahn als Berufsbasketballspieler bei BK Nový Jičín in Tschechien, spielte dort von 2001 bis 2004, nahm mit der Mannschaft auch an Europapokalbewerben teil und erwies sich dabei als sehr korbgefährlicher Spieler, guter Distanz- und äußerst sicherer Freiwerfer. 2002 wurde er mit der Mannschaft tschechischer Pokalsieger. Im Vorfeld der Saison 2004/05 unterschrieb Bobb einen Vertrag beim französischen Erstligisten JL Bourg-en-Bresse. Dort war seine Punktausbeute deutlich geringer, er erzielte im Laufe der Saison 12,2 Punkte je Begegnung.
Zwischen 2005 und 2007 spielte Bobb erstmals in der österreichischen Bundesliga, verstärkte zwei Jahre lang den WBC Wels. 2006 gewann er mit den Oberösterreichern den Pokalbewerb. Im August 2007 wurde er vom spanischen Zweitligaverein Beirastar Rosalía verpflichtet, kam dort aber schlechter zurecht als bei seinen vorherigen Vereinen, nach 16 Spielen (7,6 Punkte/Partie) kam es Ende Januar 2008 zur Trennung, Ende Februar 2008 wechselte Bobb innerhalb des Landes zum Drittligisten Farho Gijón Baloncesto. Für Gijón erzielte er in 17 Einsätzen 11,1 Punkte und 4,1 Rebounds pro Partie.
Zur Saison 2008/09 schloss er sich dem BK Klosterneuburg an und blieb der Mannschaft bis zum Ende seiner Leistungssportlaufbahn im Jahr 2016 treu. 2012 gewann er mit Klosterneuburg den Meistertitel, 2013 den Pokalbewerb sowie den Supercup. Er arbeitete beim BK lange mit Trainer Werner Sallomon zusammen, der ihn als einen „vorbildlichen Profi“ und einen „ausgesprochen guten Trainierer, der für den Sport alles gibt“, bezeichnete. In der Meisterschaftssaison 2011/12 kam Bobb auf Mittelwerte von 13,9 Punkten und 4,1 Rebounds pro Begegnung. Bekannt wurde der US-Amerikaner beim BK für das Treffen von Dreipunktwürfen aus schwierigen Lagen und seine hohe Identifikation mit dem Verein. Er bestritt für Klosterneuburg insgesamt 289 Bundesliga-Spiele und war zeitweise Spielführer.

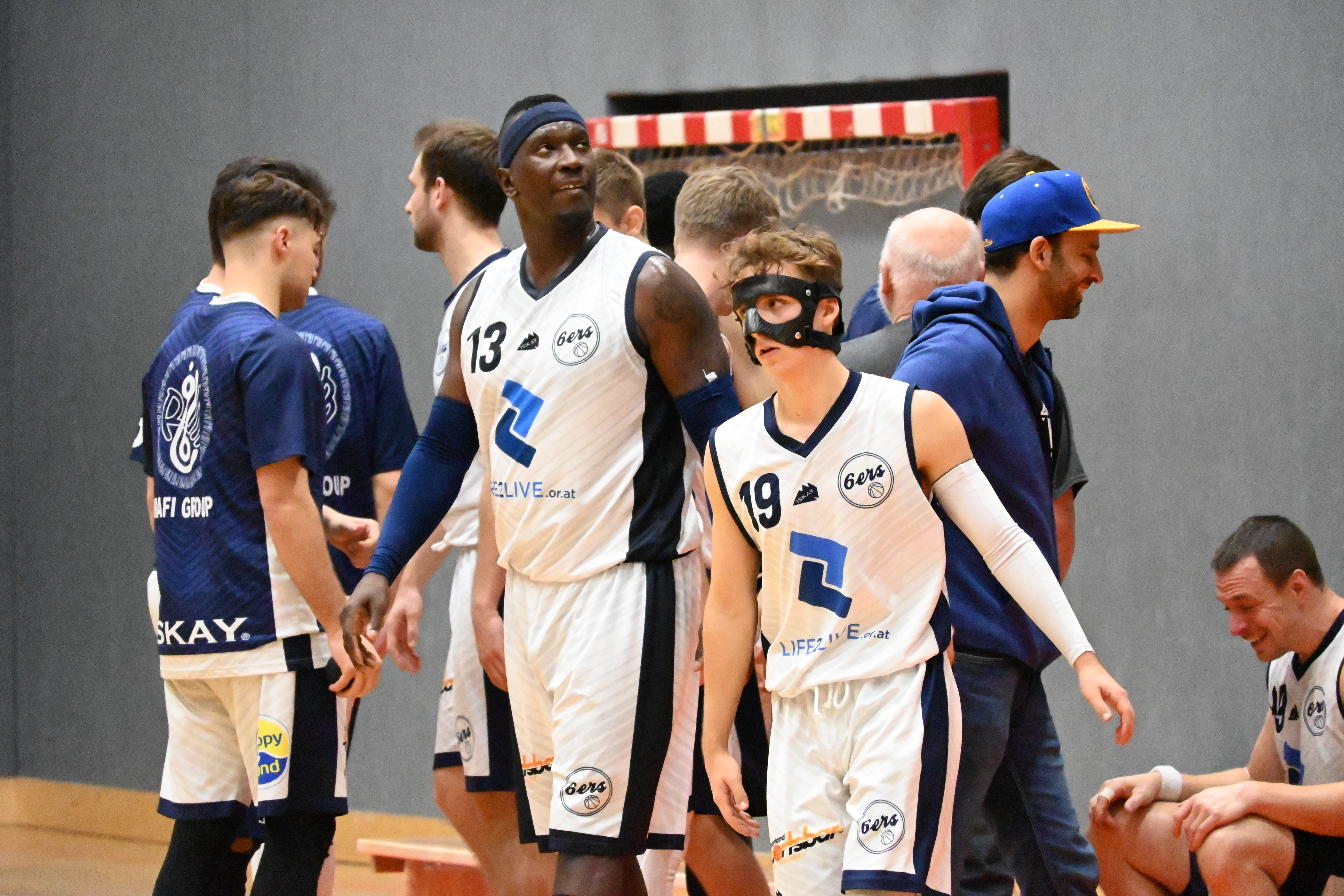
Bobb und Koll bei den BK 6ers Klosterneuburg

Im Anschluss an seine Laufbahn als Berufsbasketballspieler blieb Bobb in Klosterneuburg, arbeitete an Schulen als Englischlehrer und betreute Sportangebote in einem Freizeitzentrum.
In der Saison 2017/18 wurde er mit den BK 6ers Klosterneuburg niederösterreichischer Landesmeister.